# José de Almeida Geraldes
José de Almeida Geraldes (Covilhã, Casegas, 31 de Março de 1938 — Coimbra 15 de Julho) foi um sacerdote, jornalista e professor da Universidade da Beira Interior.

## Biografia
Frequentou o Seminário do Fundão, de 1950 a 1955; o Seminário da Guarda, de 1955 a 1962; o Centro de Aperfeiçoamento de Jornalistas, em Paris, de 1978 a 1980; a Universidade de Paris, de 1980 a 1986.
No Centro de Jornalistas, obteve o Diploma de Jornalismo. Na Universidade de Direito e Economia e Ciências Sociais, obteve o Mestrado em Ciências da Comunicação e em Ciências Políticas.
Foi ordenado sacerdote a 5 de Maio de 1963, por D. Policarpo da Costa Vaz.
À data da sua morte  desempenhava as funções de Director no jornal Notícias da Covilhã; Arcipreste da Covilhã; Administrador Paroquial de Boidobra; Capelão da Misericórdia da Covilhã; Capelão da Capela de Nossa Senhora do Ar da Serra da Estrela. Fazia parte do Conselho Presbiteral, era assistente do Secretariado Diocesano da Migrações, membro do Cabido da Sé da Guarda e do Conselho Pastoral Diocesano.
Foi professor, ao longo de muitos anos, na Universidade da Beira Interior, na Covilhã.

## Datas de nomeações
1963 - Foi Coadjutor da Sé e S. Vicente;
1965 - Professor de Religião e Moral da Escola Campos Melo e Assistente de Organismo da Acção Católica;
1967 - Secretário Diocesano da Migrações;
1969 - Professor de Religião e Moral no Liceu Feitor Pinto;
1972 - Chefe de Redacção do Jornal Notícias da Covilhã;
1978 - Capelão dos Portugueses em Paris;
1979 - Director do Jornal Presença Portuguesa e Membro do Serviço Interdiocesano de Paris da Emigração;
1986 - Membro do Conselho Presbiteral de Paris e Coordenador da Pastoral dos Portugueses em Paris;
1986 - Membro da Comissão de Obras do Santuário de Nossa Senhora de Fátima — Paris;
1989 - Director do Notícias da Covilhã;
1989 - Capelão da Universidade da Beira Interior;
1989 - Professor da Universidade da Beira Interior;
1990 - Director do Centro Cultural e Social da Covilhã;
1990 - Membro do Conselho Presbiteral;
1997 - Director do Secretariado dos Meios de Comunicação Social;
1997 - Arcipreste da Covilhã;
1998 - Membro da Comissão Ética do Centro Hospitalar da Cova da Beira;
1999 - Cónego Capitular da Sé da Guarda;
2000 - Capelão da santa Casa da Misericórdia da Covilhã;
2007 - Administrador Paroquial de Boidobra;
2007 - Capelão da capela de Nossa senhora do Ar — Torre, Serra da Estrela;
2008 - Condecoração com a Medalha de Ouro Cidade da Covilhã.
Membro da Direcção do Centro Cultural e Social da Covilhã; Cooperador Pastoral de Santa Maria e S. Martinho (Covilhã); Cooperador Pastoral de S. José (Covilhã);

Faleceu a 15 de Julho, nos Hospitais de Coimbra, o Cónego José de Almeida Geraldes, vítima de doença prolongada.